# 鄭赤琰
鄭赤琰（CHANG Chak Yan, 1936年—）生於馬來西亞吉隆坡，祖籍廣東豐順。現任馬來西亞大馬新聞資訊學院院長及香港中文大學兼任教授。研究興趣主要包括海外華人問題、客家研究、中國外交政策、亞洲國際關係、東南亞政治與政府等。
鄭赤琰亦有在媒體撰寫政治評論，立場支持中國共產黨，並曾猛烈批評香港的泛民主派。

## 學歷
1946年在柔佛士乃小學受教育。1959年畢業於巴株華仁中學，1963年畢業於新加坡南洋大學政治系獲文學士學位。1971年考獲加拿大西安大略大學政治學碩士學位。1975年又獲美國紐約州立大學博士學位。

## 生平
曾在加拿大大學服務。1977年受聘於香港中文大學政治行政系講師。被稱為系內「四大長老」之一（另外三位為關信基、翁松燃及李南雄）後晉升為政治與行政學系教授兼主任，並成立“海外華人研究所”。
1992年成立香港國際客家學會，並出任會長至今。
1998年起出任嶺南大學“族群與海外華人經濟研究部”主任。
2008年下半年開始在珠海學院兼職任教政治學。
2013年8月，鄭赤琰與傳媒人周融、嶺大公共政策研究中心主任何濼生、創新科技協會創會會長李榮貴、資深工程界人士王國強、資深金融界人士馮家彬等人組成政治組織「幫港出聲」（ Silent Majority ），反對戴耀廷的佔領中環爭取普選運動。
2017年，在多名內地、香港學者、中聯辦官員出席的「一國兩制」與基本法研討會上，曾留學加拿大和美國多年的鄭赤琰聲稱香港主權移交後在確立中文地位上「根本沒有做任何工作」，又批評香港若只注重英文教育，港人只會一味向美國、澳洲崇洋。
2020年，香港激進建制派社運人士李偲嫣離世後，鄭赤琰撰文悼念，讚賞李偲嫣「一貫地表現其愛國的熱忱」，並組織了一批「愛國愛港」的市民，與「黃絲」展開鬥爭。
2021年，鄭赤琰在大公報撰文，聲稱「中国共产党越强大，港人的福祉也就越能得到保障」，並認為「一國兩制」是中国共产党「成功将英国负面的香港历史转化为正面的发展」，是造福世界的好事。同年，鄭赤琰在《紫荊》雜誌以自身童年經歷批評英國殖民政府自1948年起對馬來亞緊急狀態的打壓，並以此70多年前的歷史事件來為香港特區政府自2020年起實施的打壓行動辯護。

## 著作
- 《The fate of Chinese British subjects in Hong Kong : the policy of non-recognition of the People's Republic of China》
- 《Overseas Chinese in Asia between the two world wards (edited by Ng Lun Ngai-ha, Chang Chak Yan)》
- 《Fujian and It's Overseas Chinese policy》
- 《兩次世界大戰期間在亞洲之海外華人（吳倫霓，鄭赤琰）》
- 《收回主權與香港前途》
- 《東南亞的發展與中華經濟協作系統》
- 《第二次辜汪會晤後的兩岸關係（王家英，鄭赤琰編）》
- 《香港與亞太華人銀行業（饒美蛟，鄭赤琰編）》
- 《潮州學國際研討會（主編鄭良樹 ； 副主編鄭赤琰）》
- 《研究通訊（王家英，鄭赤琰編）》
- 《香港崇正總會與客家開展》
- 《“敏銳危機感”與客家人的政治成就》
- 《基本法與原居民會法傳統權益－從國際經驗談起》
- 《台商與兩岸關係研討會論文集（鄭赤琰，張志楷合編）》
- 《林良实的政治智慧》